# Archip Apostoł
Archip, cs. Apostoł Archipp – apostoł, męczennik chrześcijański, święty Kościoła prawosławnego, zaliczany do grona siedemdziesięciu apostołów.
Wraz ze św. apostołem Filemonem należeli do grona siedemdziesięciu apostołów. Byli także uczniami i pomocnikami apostoła Pawła. W liście do Filemona, apostoł Paweł nazywa świętego Archipa współbojownikiem (Flm 1,2).
Apostoł Archip był biskupem Kolosów we Frygii, zaś św. Filemon był znamienitym mieszkańcem tegoż miasta. Jego dom służył chrześcijanom za miejsce wspólnej modlitwy. Apostoł Paweł, podczas jednej ze swoich podróży, ustanowił go biskupem. Święty Filemon obchodził miasta frygijskie, zwiastując Dobrą Nowinę. Św. Appia, jego żona i  matka Archipa, przyjmowała w swoim domu wędrowców i chorych, z miłością im usługując. Była wierną pomocnicą męża w głoszeniu Słowa Bożego.
W okresie prześladowań chrześcijan, w czasie rządów cesarza Nerona (54–68), święci apostołowie Archip, Filemon i równa apostołom Appia zostali uwięzieni za głoszenie wiary w Chrystusa. Po torturach Filemona i Appię zakopano po pas w ziemi i ukamienowano, a Archipa zarżnięto nożami.
Wspomnienie liturgiczne obchodzone jest trzykrotnie:
- 19 lutego/4 marca[2], tj. 4 marca (lub 3 marca w roku przestępnym) według kalendarza gregoriańskiego,
- 22 listopada/5 grudnia, tj. 5 grudnia
- 4/17 stycznia, tj. 17 stycznia (Sobór siedemdziesięciu apostołów).